# Усуни
Усун (на китайски: 烏孫; на пинин: Wūsūn) е етническа група в Централна Азия, известна главно от китайските писмени източници.
През 2 век пр.н.е. усуните обитават западните части на днешната провинция Гансу, но през 176 година пр.н.е. претърпяват тежко поражение от хунну и се преселват на запад в басейна на река Или и езерото Исък Кул. Те се установяват там през следващите столетия, като последните китайски сведения за тях са от 436 година. След това усуните са подчинени от Тюркския хаганат, като играят значителна роля във вътрешния му живот. Някои изследователи свързват с древните усуни съвременното казахско племе уйсъни.
Езикът на усуните според повечето изследователи е бил индоевропейски. Според някои изследователи той е тюркски. Известните ограничени антропологични данни ги отнасят към европеидната раса.